# なにわ病院
なにわ病院（なにわびょういん）は、医療法人健昭会が大阪府大阪市浪速区幸町に設置する病院。

## 診療科
（この節の出典）
- 内科
- 消化器内科
- 呼吸器内科
- リハビリテーション科
- 放射線科

## 医療機関の指定・認定
- 保険医療機関[1]
- 生活保護法指定病院[1]
- 労災二次健康診断等給付指定病院

## 交通アクセス
- OsakaMetro千日前線・阪神なんば線「桜川駅」（地下鉄2号出口）すぐ[2]

## 周辺
- 千日前通（沿線）[2]
- りそな銀行桜川支店[2]